# 马乔利
马乔利（英語：Majholi），是印度中央邦Jabalpur县的一个城镇。总人口11308（2001年）。

## 人口
该地2001年总人口11308人，其中男性5872人，女性5436人；0—6岁人口1701人，其中男849人，女852人；识字率64.88%，其中男性为74.52%，女性为54.47%。